# Course Hero
Course Hero è una società di tecnologia educativa statunitense con sede a Redwood City, in California, che gestisce una piattaforma di apprendimento online per accedere a materiale di studio specifiche del corso fornite da una comunità di studenti e professori.
La piattaforma di apprendimento in crowdsourcing contiene soluzioni a problemi, guide di studio, infografiche, appunti, spiegazioni, saggi, relazioni di laboratorio, video, domande inviate dall'utente abbinate alle risposte dei tutor e materiali originali creati e caricati da utenti. Gli utenti acquistano un abbonamento o caricano documenti originali per ricevere bonus da utilizzare per visualizzare e scaricare documenti di Course Hero.

## Storia
Course Hero è stato fondato da Andrew Grauer, quando era alla Cornell University nel 2006, per consentire agli studenti di condividere lezioni, appunti, esami e compiti. Riteneva che le informazioni fossero preziose e potessero essere più utili se adeguatamente catalogate e accessibili. Il sito Web è stato lanciato nel 2008 e la società ha sede a Redwood City, in California.
Nel novembre 2014, la società ha raccolto 15 milioni di dollari, con investitori che includevano GSV Capital e IDG Capital. Hanno partecipato anche gli investitori di semi SV Angel e Maveron. Nel febbraio 2020, la società ha raccolto 10$ milioni, valutando la società a oltre 1$ miliardo. Ciò è stato condotto da NewView Capital, il cui fondatore e socio dirigente, Ravi Viswanathan, è entrato a far parte del consiglio di amministrazione di Course Hero. NewView Capital ha anche contribuito con 30$ milioni in quella che è conosciuta come un'offerta per i dipendenti, un processo tramite il quale NewView ha acquistato le quote dell'azienda dai dipendenti di Course Hero.

## Controversia

### Preoccupazioni sul copyright
I documenti caricati per la vendita sono spesso proprietà intellettuale degli insegnanti e non degli studenti che li pubblicano o li vendono. La politica di Course Hero stabilisce che gli autori dei caricamenti devono essere autorizzati a pubblicare il file, tuttavia Course Hero non lo verifica o informa i detentori del copyright prima d'inviare i contenuti. Ciò include anche gli esami e relative soluzioni o le guide. Per proteggere i diritti di copyright, il Digital Millennium Copyright Act impone a Course Hero di rimuovere i contenuti quando vengono segnalati per violazione del copyright. Tuttavia, il processo di rimozione di materiale protetto da copyright è considerato eccessivamente oneroso e potrebbe scoraggiare le persone a seguire tali affermazioni.

### Preoccupazioni relative alla privacy
Course Hero contiene nomi, e-mail, indirizzi o sedi di docenti e assistenti d'insegnamento, senza alcuna indicazione che Course Hero fosse autorizzato a pubblicare o vendere tali informazioni.

### Controversie
Course Hero consente agli studenti di pubblicare i compiti e le soluzioni d'esame. Infatti il sito viene spesso citato come un aiuto a barare durante gli studi. Gli abbonati possono scaricare intere relazioni che sono stati inviati da studenti in passato e presentarli come propri lavori. Inoltre, il sito consente agli studenti di caricare i compiti e ottenere i compiti svolti dai lavoratori a contratto del sito.